# Baysunkur ibn Yakub
Baysunkur ibn Yakub fou emir dels Aq Qoyunlu. Era fill de Yakub i net d'Uzun Hasan. Va succeir el seu pare el 1490/1491 quan només tenia 8 anys, sota tutela de Khalil Beg Mawsellu, però fou expulsat de la seva capital, Tabriz, el maig de 1492 pel seu cosí Rustam ibn Maksud ibn Uzun Hasan que tenia el suport de les tribus pornaks i qadjars dirigides per Ibrahim ibn Dana Khalil Bayandur (conegut per Ayba Sultan). Els partidaris de Baysunkur van provar de recuperar el poder però el jover príncep fou assassinat el 1493.